# 司馬道子
司馬道子（364年—403年2月3日），字道子，河內溫縣人。東晉宗室，簡文帝第七子，孝武帝親弟。初封琅邪王，後徙封会稽王。司馬道子在孝武帝朝是與皇室血緣最近的一支，在當時被委以朝政大任，又排擠當國的陳郡謝氏士族，皇族權力得以提升。然而孝武帝和司馬道子皆嗜酒，司馬道子亦任用小人，致令朝政漸見敗壞；而孝武帝信任的臣下亦有不齒於司馬道子黨眾的人，兩派之間矛盾造成主相之間的鬥爭。孝武帝死後，司馬道子輔政掌權，繼續任用王國寶等寵臣，招來王恭發兵討伐。司馬道子雖然屈服，但仍以司馬尚之和王愉等人試圖抗衡，卻招來王恭第二度討伐，最終倚靠兒子司馬元顯平定。及後政事皆由司馬元顯掌握，司馬道子則沉溺於酒醉之中。司馬元顯最終敗於桓玄，司馬道子亦遭流放，不久被殺。

## 生平

### 抑謝興馬
司馬道子年輕時就以恬靜寡欲而受謝安稱許。咸安二年（372年）七月己未日（9月12日）受封琅邪王，兼攝會稽國，領會稽內史。
太元初年拜散騎常侍、中軍將軍。後進驃騎將軍。
太元五年（380年）加開府，領司徒。
太元八年（383年）錄尚書六條事。當時司馬道子專權，王妃堂兄王國寶同時是謝安女婿，但因謝安厭惡其品行不端而沒有委以重任，但王國寶自以門第，不屈就當次等官員，於是依附司馬道子，並離間謗毀謝安，逼得謝安出鎮迴避。
太元十年（385年），謝安去世，朝廷下詔以其為揚州刺史、錄尚書事、假節、都督中外諸軍事，原來謝安衞將軍府的文武部屬皆撥入了驃騎將軍府。
太元十一年（386年），朝議朝廷軍隊已經長時間征役，應當置戍南歸，轉攻為守；當時謝玄北伐軍在中原因丁零人翟遼的勢力而陷入膠著，謝玄上疏謝罪，朝廷於是就作慰問並讓他還鎮淮陰。
太元十二年（387年）再加司馬道子徐州刺史、太子太傅。

### 主相相爭
當時，晉孝武帝因沉迷酒色而疏於政事，而與司馬道子一起常常喝酒。當時司馬道子既為揚州刺史亦錄尚書事，權傾天下，他又親近僧尼、寵信小人，尤以時任侍中的王國寶卑下討好司馬道子而特別受其寵信。在這情況下，司馬道子寵信的人都趁機玩弄朝權，賄賂買官、政治和刑律都混亂。又因司馬道子崇尚佛教而耗費過多，令士民不堪命。
由於朝政混亂，中書郎范甯向晉孝武帝陳述朝政得失，令孝武帝對司馬道子心生不滿，不過表面上仍然待他優厚。另外，王國寶阿諛奉承司馬道子之事令范甯看不過眼，勸孝武帝貶黜他，但王國寶卻反誣陷范甯，令孝武帝無奈貶他到豫章任太守。如此司馬道子一黨的權勢就更盛。其中因為賄賂而得親近司馬道子的趙牙和茹千秋，一個耗費巨資為司馬道子宅第建築山水設施，另一個更賣官販爵，聚斂了過億錢財。
司馬道子又恃著皇太妃李陵容寵愛，有時因酒意而有失禮之事，令孝武帝難以忍受，只因皇太妃之故而沒有廢黜他。孝武帝認為司馬道子不是治國之能臣，當時又因王國寶與孝武帝親近的王珣等人不和，孝武帝於是以外戚王恭為青兗二州刺史、殷仲堪為荊州刺史、郗恢為雍州刺史，以他們作為外援抗衡司馬道子的勢力，同時留王珣及王雅在朝。司馬道子於是升王國寶為中書令、中領軍，又引王國寶堂弟王緒為心腹，主相之間朋黨相爭。
太元十七年（392年），孝武帝以其子司馬德文為琅邪王，司馬道子於是徙封會稽王。太元二十一年（396年），司馬道子解徐州刺史予劉該，同年孝武帝被張貴人所殺，晉安帝即位，朝廷下詔內外事務皆要諮詢司馬道子，行輔政之責。因為孝武帝突然死亡，故此未及寫下遺詔，安置朝中王珣和王雅都沒有實權，故司馬道子掌握權力，並且寵信王國寶及王緒，讓他們參與朝權。

### 王恭舉兵
青兗二州刺史王恭一直厭惡王國寶弄權，常直言斥責，令司馬道子既怨憚亦忿恨他。隆安元年（397年），王恭不能再忍受王國寶弄權，於是聯結殷仲堪起兵討伐王國寶。司馬道子畏懼王恭，但求了事，於是將罪責推向王國寶，並命譙王司馬尚之收捕王國寶到廷尉，及後賜死王國寶並處死王緖，又遣使向王恭道歉。王恭於是撤還京口。
司馬道子此後忌憚王恭和殷仲堪以軍事相逼，於是以司馬尚之與司馬休之有才略而引其為腹心，又聽從司馬尚之所說樹立外藩，於是出司馬王愉為江州刺史。不過，此舉招來豫州刺史庾楷不滿，因為司馬道子割原本由他都督的豫州四郡交給了王愉都督。庾楷上表抗議不果後就鼓動王恭討伐司馬尚之，王恭終在隆安元年（398年）與庾楷及殷仲堪、桓玄舉兵討伐王愉及司馬尚之兄弟。司馬道子曾試圖勸止庾楷，但遭庾楷拒絕。司馬道子面對王恭諸軍舉兵，不知所措，會稽王世子司馬元顯則力主討伐王恭，朝廷加司馬道子黃鉞，以司馬元顯為征討都督，統王珣、謝琰等人抵抗。司馬道子將軍事都委託給司馬元顯，自己則終日飲酒。及後司馬尚之大敗給桓玄，進至石頭城，司馬道子守中堂以備桓玄進攻，但期間卻發生小插曲，有一匹馬在軍中亂走，士兵擾亂不安，竟令不少士兵掉進長江江水中溺死。
司馬元顯及後成功策反王恭手下北府軍將領劉牢之，王恭兵敗被處死，但殷仲堪、楊佺期和桓玄等軍仍在建康附近的蔡洲。左衞將軍桓脩此時向司馬道子進言，建議司馬道子以利益誘使桓玄和楊佺期二人，令二人反抗殷仲堪。司馬道子於是分別讓桓玄任江州刺史及雍州刺史，並以桓脩為荊州刺史，又貶殷仲堪為廣州刺史。不過，此舉未能瓦解殷仲堪軍團，反令三人移鎮尋陽，聯合抗拒朝命，對抗朝廷。最終司馬道子唯有以朝廷之名下詔慰問殷仲堪等人請求和解，又讓殷仲堪復任荊州刺史，危機才得以解決。

### 酒醉相王
隆安三年（399年），司馬元顯因司馬道子有疾兼每天酒醉，知朝望已失，於是暗示朝廷解授司徒及揚州刺史，更由司馬元顯自任揚州刺史。司馬道子酒醒後才知道，雖然大怒，但不能做甚麼。後司馬元顯加錄尚書事，當時人以司馬道子為東錄；司馬元顯為西錄。不過司馬道子仍然酗酒，大小政事都由司馬元顯掌握，故此當時司馬元顯的西府有很多人拜訪，而東府則門可羅雀。
隆安五年（401年），叛民孫恩進攻三吳，並循海進攻京口，當時劉牢之在會稽未返，司馬元顯率兵抵抗但屢戰不利。面對如此險境，司馬道子別無他法，只有每天在蔣侯廟禱告。只因劉裕擊潰孫恩，以及司馬尚之和劉牢之及時回軍才逼使孫恩北逃，京師得以解危。

### 敗於桓玄
元興元年（402年），司馬元顯討伐桓玄，司馬道子獲授侍中、太傅，並將驃騎將軍府中幕僚都移到太傅府。不過桓玄順江南下抵抗，擊敗了司馬尚之，劉牢之又背叛了司馬元顯，令司馬元顯兵眾潰敗。司馬元顯隨後問計於司馬道子，但司馬道子唯有對其哭泣。桓玄隨後掌握朝政，殺司馬元顯及其黨羽，奏称司马道子酣纵不孝，判处弃市，安帝下诏流放司馬道子到安成郡。至同年十二月庚申日（403年2月3日），守衞司馬道子的御史杜竹林因桓玄的指示以毒酒殺死司馬道子，享年三十九歲。晉安帝聞訊在西堂為其哭喪三日。
元興三年（404年），桓玄因劉裕起兵而敗死，時大將軍司馬遵總攝萬機，追尊司馬道子丞相，並派司馬珣之到安成郡迎其靈柩。義熙元年（405年），諡司馬道子為文孝王，讓司馬道子與會稽王妃合葬於王妃陵。

## 性格特徵
- 司馬道子喜歡飲酒，在孝武帝在位時已經常與孝武帝飲酒為業，不理朝政。當時桓玄曾見司馬道子，就正正遇上酒醉的他，司馬道子當著滿坐賓客怒目問：「桓溫晚年想當篡奪皇位的逆賊，為甚麼呀？」桓玄嚇得伏在地上，流著汗不敢站起來。而當時長史謝重就答：「故日宣武公（桓溫）廢黜昏君（指晉廢帝）而立聖帝（司馬道子父晉簡文帝），功勳超過伊尹和霍光，人們的說話，應該好好評量一下。」司馬道子於是點頭答：「我知我知。」於是舉杯向桓玄敬酒，桓玄才敢起來。不過桓玄就因而對司馬道子忿恨切齒。晉孝武帝死後，司馬道子仍然沉溺於酒醉中，雖然王恭舉兵第二度進攻建康，司馬道子仍只能喝酒，將軍事交給了兒子司馬元顯。及至司馬元顯借機奪取了自己揚州刺史的權力，司馬道子仍不知。

## 逸事
- 王恭兵敗被捕，後被處斬，頭顱被懸於大桁。司馬道子去看王恭的頭顱，凝視著說：「你為甚麼想來殺我呀？」[17]
- 據說孝武帝在位時有人作《雲中詩》諷刺朝廷：「相王沉醉，輕出校命。捕賊千秋，干豫朝政。王愷守常，國寶馳競。荊州大度，散誕難名；盛德之流，法護、王甯；仲堪、仙民，特有言詠；東山安道，執操高抗，何不徵之，以為朝匠？」首四句正正批評司馬道子和其佞幸茹千秋。

## 評價
- 《晉書》：「道子地則親賢，任惟元輔，耽荒曲蘖，信惑讒諛。遂使尼媼竊朝權，奸邪制國命，始則彝倫攸斁，終則宗社淪亡。元顯以童丱之年，受棟樑之寄，專制朝廷，陵蔑君親，奮庸瑣之常材，抗奸凶之臣寇，喪師殄國。不亦宜乎！斯則元顯為安帝之孫強，道子實晉朝之宰嚭者也。」「道子昏凶，遂傾國祚。」

## 後代

### 子
- 司馬元顯，會稽王世子，官至驃騎大將軍。曾一度執掌東晉朝權，被桓玄擊敗後被捕，遭處死。
- 司馬脩之，臨川王司馬寶子，因司馬道子及司馬元顯皆未有獲承認的子嗣存活，故過繼承襲會稽王爵位。

### 孫
- 司馬彥璋，司馬元顯子，封東海王，與父親一同被殺。

史載司馬元顯連同六名兒子一併處死，其中應包括司馬彥璋。
- 司馬秀熙，據說是司馬元顯子，劉裕起兵推翻桓楚後突然出現，聲稱是逃入蠻中的司馬元顯子，獲會稽太妃肯定。後因被劉裕查驗証實為奴僕勺藥所冒而被殺。